# Emoryho univerzita
Emoryho univerzita (anglicky Emory University) je soukromá výzkumná univerzita v Atlantě v Georgii.
Byla založena roku 1836 v Oxfordu (Georgia) metodistickou biskupskou církví, nejprve jako vysoká škola. Její název nese jméno biskupa Johna Emoryho. V roce 1915 se škola přestěhovala do Atlanty a tehdy se stala univerzitou. Řadí se mezi prvních padesát nejstarších soukromých univerzit ve Spojených státech.

## Akademické obory

### Vysoké školy

#### Emoryho vysoká škola umění a věd (1836)
Studenti na Emoryho vysoké škole umění a věd po absolvování studia získávají bakalářské tituly Bachelor of Arts (B.A.), nebo Bachelor of Science (B.S.)
Nabízí honorované studium pro úzce vybírané výkonné vysokoškoláky. Více než 25 % zdejších studentů se tohoto studia účastní.
Na výběr je i 5letý kombinovaný titul v oboru strojírenství ve spolupráci s Georgijským technickým institutem. Podobným způsobem nabízí i dvojí magisterský titul v oboru sociálních prací s Georgijskou univerzitou.

#### Oxfordská vysoká škola (1836)
Studium humanitní vědy na Oxfordské vysoké škole se ukončuje titulem Associate (A.A.). Studenti poté pokračují na Emoryho vysoké škole umění a věd, kde dokončí své vysokoškolské vzdělání.